# 박청효
박청효(1990년 2월 13일 ~ )는 대한민국의 축구 선수로서 포지션은 골키퍼이다. 현재 강원 FC 소속으로 뛰고 있다.

## 클럽 경력
2012년 연세대의 U-리그 우승을 이끈 뒤, 2013 K리그 드래프트에서 지명 6순위로 경남 FC에 입단하였다. 그러나 첫 시즌에는 경남의 주전 골키퍼 백민철에 밀려 10경기밖에 소화하지 못했으며, 2014 시즌에는 국가대표 출신 김영광이 울산 현대에서 임대돼 한 경기도 뛰지 못했다.
2014년 7월 8일 충주 험멜로 6개월 임대 이적하여 준수한 활약을 펼쳤고, 실력을 인정받아 2015 시즌을 앞두고 완전이적하였다.
하지만 2015시즌에는 황성민에 밀려 출전기회를 많이 잡지 못하였다.
2016시즌을 앞두고 충주와의 계약이 만료되며 내셔널리그 강릉시청으로 이적하였다.
강릉에서 주전으로 활약하며 강릉의 리그 준우승에 공헌, 실력을 인정받아 2016시즌 내셔널리그 MVP에 선정되었다.
2017년 수원 FC로 이적하였다.
2018시즌을 앞두고 포천 시민축구단으로 이적했다. 2018년 11월 13일 춘천 시민축구단과의 K3리그 어드밴스 챔피언십 1라운드에서 후반 종료 직전 3-3을 만드는 득점을 기록했다. 팀은 박청효 선수의 극적인 골로 챔피언십 2라운드에 진출했다.
2021년 양주시민축구단으로 이적했다. 국내 축구팀의 최고를 가리를 FA컵에서 양주시민축구단이 국내 최고의 클럽 전북현대를 승부차기로 이겨 8강에 진출했다. 전반전, 후반전, 연장전 까지 박청효골키퍼의 선방으로 무실점을 유지했고, 골키퍼 까지 돌아간 승부차기에서 본인이 슈팅을 성공한 뒤, 바로 이어 전북현대의 이범영 골키퍼의 볼을 막아내며 기적을 이뤄냈다.
2022년 부산교통공사 축구단으로 이적했다. 22년 FA컵에서도 박청효의 승부차기로 8강을 진출했다. 작년 전북현대에 이어 올해는 전남 드랜곤즈를 상대로 승부차기 선방로 팀을 승리로 이끌었다. 16강의 사나이, FA컵의 기적, FA컵의 낭만이라는 별명이 붙었다.
2023년 K리그2 김포 FC로 이적했다.

## 플레이 스타일
안정적인 공중볼 처리와 롱킥이 장점이다. 골키퍼 중에 발밑능력이 좋은 편이다.

## 수상

### 개인
- 2016년 내셔널리그 MVP
- 2016년 내셔널리그 베스트 11 GK 부문
- 2022년 K3리그 베스트11 GK 부문